# فرودگاه باکل
فرودگاه باکل (به انگلیسی: Bakel Airport) یک فرودگاه همگانی با کد یاتا BXE است . این فرودگاه در کشور سنگال قرار دارد و در ارتفاع ۳۰ متری از سطح دریا واقع شده‌است.